# 天津美最时洋行大楼
天津美最时洋行大楼是德商美最时洋行（C. Melchers GmbH & Co.）在天津建造的分行大楼，位于原天津英租界海大道与博罗斯道交口（今和平区大沽北路与烟台道交口的大沽北路174号）。作为大沽北路在拓宽后留存不多的近代建筑，该建筑目前为天津市文物保护单位。

## 建筑
美最时洋行来自不莱梅，是德商在天津较早开办的一家洋行，与德华银行，礼和、世昌、西门子等洋行等关系密切。旧址建于1910年代，三层混合结构楼房，局部为四层，建筑面积2400平方米。